# Julián Navarro (músico)
Julián Navarro (Córdoba, 30 de diciembre de 1948-Costa Rica, 10 de septiembre de 2022) conocido como Pelusa, fue un ingeniero aeronáutico, músico, compositor, pianista, director y productor musical argentino. Produjo canciones y álbumes para artistas internacionales, incluyendo a Julio Iglesias, José José, Pimpinela, Roberto Carlos, Rocío Dúrcal, Sandro, Isabel Pantoja, Gilberto Santa Rosa, José Luis Rodríguez, Ana Gabriel, Vikki Carr, Dyango, Carlos Cuevas, Chucho Avellanet, Ricardo Montaner, Claudio Argentino Ledesma, otros. Como productor, recibió cinco reconocimientos en total de Grammy Awards y Premios Grammy Latinos.
El primer certificado de reconocimiento de Grammy Awards lo obtuvo en 1991 por el álbum «Cosas del amor» interpretado por Vikki Carr y Ana Gabriel. En 2015 Premios Grammy Latino le entregó otro reconocimiento por ser el productor de la canción «Necesito un bolero» del puertorriqueño Gilberto Santa Rosa ganadora de la categoría mejor álbum vocal pop tradicional.

## Biografía

### Infancia
Navarro empezó con 4 años de edad en la música de la mano de su padre, Francisco «Kiko» Navarro, quien fue músico. Posteriormente ingresó al Conservatorio Provincial de Música de Córdoba, Argentina, bajo la tutela del maestro Nicolás Alfredo Alessio. Allí estudió piano, armonía, composición y contrapunto. A los 7 años de edad, se presentó en el auditorio de la entonces Radio LV-2 interpretando obras de Alberto Ginastera.
Al cumplir 15 años trabajó en bailes públicos con la banda universitaria Los caribeños, y tres años después, formó la banda Pelusa Navarro.

### Carrera
En 1973, fue el director artístico del primer sello discográfico de Córdoba T & K.[cita requerida]
Promocionó numerosos artistas de su provincia, (Córdoba) en Argentina, entre ellos: Álamo y los dulces, Chébere, Sebastián, y los discos instrumentales de Lucien Belmond, cuya primera canción «Aire libre» es parte de la banda sonora de la película Relatos salvajes. Esa canción también fue la cortina musical del programa La salud de nuestros hijos del Dr. Mario Socolinsky, emitido entre 1977 y 2007. 
Logró producir en Córdoba artistas de Buenos Aires, Argentina, como: Gian Franco Pagliaro, María Martha Serra Lima, Paz Martínez, el trío Los de Siempre y el trío San Javier.
Paralelamente a su actividad como músico se asoció a SADAIC donde tiene registradas sus composiciones.
Fue miembro fundador de dos grupos íconos en la historia de la música cordobesa como fue el Grupo encuentro y Los músicos del centro. Con ellos compartió actuaciones en vivo, discos y escenarios con figuras reconocidas como: Litto Nebbia, Dino Saluzzi, Fito Páez, Juan Carlos Baglietto y Silvina Garre.
En los 80 trabajó con CBS Sony y se asoció a AADI y es uno de sus miembros más activos.

### Carrera internacional
En 1987, trabajando para Sony dio un gran salto al llevar a Córdoba artistas internacionales a grabar con artistas cordobeses como fue el caso de José Luis Rodríguez, El Puma con Los Nocheros y Lourdes Robles con el trío Los Patricios.[cita requerida]
Y así inició a trabajar con otros artistas de renombre internacional como: Luis Aguilé, Sandro, José José, Pimpinela, Roberto Carlos, Julio Iglesias, Rocío Dúrcal, Isabel Pantoja, Carlos Cuevas, Edith Márquez, Guadalupe Pineda, Rocío Banquels, Lucía Méndez, Lupita D'Alessio, Gilberto Santa Rosa, Dyango, Ricardo Montaner, entre otros.

## Premios Grammy Latino
En 1991 Grammy Awards le entrega un reconocimiento por ser el arreglista y director musical del álbum «Cosas del Amor», interpretada por Vikki Carr y Ana Gabriel, que ganó la categoría Best Latin Pop Album.
En 1998 recibió un reconocimiento de los Premios Grammy Latino por el álbum «Tango» de Julio Iglesias.
En el año 2000 expandió su trayectoria musical entre Estados Unidos, España, Puerto Rico, México y otros países.
En el 2006 los Grammy Latinos le entrega un reconocimiento por su trabajo como coproductor, arreglista y director de la grabación nominada al Latin Grammy, «Esta noche está para boleros», en la categoría Mejor Álbum Tropical Tradicional del cantante puertorriqueño Chucho Avellanet.
En el 2008, es premiado por ser el coproductor, arreglista y director, de la canción nominada al Latin Grammy «Bohemio» de Chucho Avellanet en la categoría Mejor Álbum Tropical Contemporáneo.
En el 2011 produce en su natal Córdoba el álbum Placeres de la banda Los guaraníes, y la canción ganadora del libro de Rony Vargas interpretada por Mario Alberto Tais.
En el 2013 fue declarado Ciudadano ilustre de su ciudad natal, y al año siguiente fue honrado por la Agencia Córdoba Cultura con el premio Reconocimiento al mérito artístico.
Obtuvo en el 2015 un reconocimiento especial por parte de Premios Grammy Latino como productor en la grabación ganadora «Necesito un bolero» del cantante puertorriqueño Gilberto Santa Rosa, en la categoría Mejor Álbum Vocal Pop Tradicional. En ese mismo año, dirigió la orquesta filarmónica del Festival de Cosquín. En el 2017 repitió dirección de la Sinfónica de Villa María junto a varios artistas en el Festival Nacional de Peñas.[cita requerida]
Participó en el álbum Ida y Vuelta y “Fe” de Ricardo Montaner publicado en el 2021.

## Trabajos discográficos

### Gerente artístico, productor y arreglador
- Carlos Vives[14]
- Yolandita Monge
- Pimpinela («Hermanos», «Convivencia», «Lucía & Joaquín», «Duende Azul», «Estaciones», «Ahora me toca a mí»,«20 de colección», «Nuestras 12 mejores canciones»,[15] «Hay amores que matan», «Pimpinela 92», «Pasiones», «Al modo nuestro», «Colección de oro»,
- María Martha Serra Lima[16]
- Paz Martínez
- El Greco
- Silvana Di Lorenzo
- Orlando Netti[17]
- Guillermo Guido
- Elio Roca
- Claudio Argentino Ledesma

```
 (Voy A Perder Mi Corazón)
  Release 2021
```

### 1990 Director musical SONY & BMG
- «Señora tentación», Lucía Méndez
- «Cosas del amor», Vicki Carr y Ana Gabriel
- «Super héroe» Roberto Carlos[18]
- «40 & 20», José José[19]
- «Un Gusto a Mujer», Sandro[20]
- «Tuyo», Rafael Armando
- «Sangre Española», Manolo Tena
- «Clásico», Sandro
- «Conociéndonos», Manuel Ortega
- «Símbolo de amor», María Martha Serra Lima
- «Tiempo Futuro», Mercedes Ferrer
- «Si tu me lo pides», Rafael Armando
- «Las Mentiras Del Viento», Manolo Tena
- «Tango», Julio Iglesias
- «Inolvidable, Vol. 1», José Luis Rodríguez[21]
- «35Aniversario, Vol. 6», José José
- «Distancia», José José
- «A pesar del Tropezón», Isabel Pantoja
- «Para toda la Vida», Rocío Dúrcal
- «Como han pasado los años», Rocío Dúrcal
- «Amor Eterno», Isabel Pantoja
- «Veneno», Isabel Pantoja
- «Inolvidable 1,2 y 3», José Luis Rodríguez y Los Panchos

### 2000 - 2006 Gerente artístico Klásico Record
- «Mis 30 mejores canciones con Los Panchos», José Luis Rodríguez
- «Ayer, hoy y siempre», Chucho Avellanet
- «Donde el corazón me lleve», Isabel Pantoja[22]
- «Buena Suerte», Isabel Pantoja
- «Intimamente», Dyango[23]
- «Sabor a México», José Luis Rodríguez

### 2007 – 2022 Director musical, arreglador y coproductor
- «Canciones clásicas de Marco Antonio Solís» , Tito Nieves
- «Tesoros de colección» , Rey Ruíz[24]
- «Grandes éxitos» , Flor de Tabaco
- «Espacios del Alma» , Noemi Luz
- «Corazón de papel» , Silvana di Lorenzo
- «Ida y vuelta» , Ricardo Montaner
- «Necesito un bolero» , Gilberto Santa Rosa
- «México» , Julio Iglesias[25]
- «1» , Julio Iglesias
- «Mi Amigo El Puma», José Luis Rodríguez
- «Las Cosas son como son» , Ricardo Montaner[26]
- «Agradecido», Ricardo Montaner[27]

•Voy A Perder Mi Corazón,Claudio Argentino Ledesma.